# Palaghiaccio Casate
Il Palaghiaccio Casate è uno stadio del ghiaccio sito in Casate, frazione di Como. Costruito nel 1970 dall'Azienda Autonoma Soggiorno e Turismo di Como, è di proprietà del Comune di Como e viene gestito dalla Como Servizi Urbani. Ospita le gare casalinghe dell'Associazione Hockey Como, oltre a numerose altre manifestazioni sportive.
Si tratta dell'unico impianto per gli sport del ghiaccio presente nell'area comasca e fa parte di un centro sportivo polivalente con annesso parcheggio da 500 posti.
Nel 2012 è stato oggetto di ristrutturazione al fine di limitare l'inquinamento acustico che aveva provocato le proteste dei residenti. La mobilitazione dei cittadini contro la chiusura dell'impianto è stata immediata e si è poi proceduto a lavori di ammodernamento, il cui costo complessivo è stato di 180 000 euro; i lavori hanno permesso la riapertura dello stadio in tempo per la stagione 2012-2013.
Oltre al Como, ospita anche oltre 600 atleti di diverse società di pattinaggio e hockey su ghiaccio: Gruppo Giovanile Ritmico, Associazione Sportiva Ghiaccio Ambrosiana, Olimpia Club Como, Hockey Club Lupi Lariani.